# Kopowka
Kopowka (ros. Коповка) – wieś (sieło) w Rosji, w obwodzie penzeńskim, w rejonie wadińskim. W 2010 liczyła 244 mieszkańców, wśród których 229 zadeklarowało narodowość rosyjską, a 13 osób nie wskazało żadnej.